# 柴谷要
柴谷 要（しばや かなめ、1910年（明治43年）2月27日 - 1995年（平成7年）4月26日）は、昭和期の労働運動家、政治家。参議院議員（2期）。

## 経歴
群馬県で生まれた。1925年（大正14年）鉄道省に入省。1932年（昭和7年）鉄道教習所専門部を卒業した。
鉄道現業員組合に加入し、1946年（昭和21年）国鉄労働組合の結成に加わり、同上野支部副委員長、同東京本部委員長、同中央執行委員長、全官公庁労働組合協議会議長、全日本交通運輸労働組合協議会議長などを務めた。
1956年（昭和31年）7月、第4回参議院議員通常選挙に全国区から日本社会党公認で出馬して当選（任期3年）。1959年（昭和34年）6月、第5回通常選挙で全国区から出馬したが落選。1962年（昭和37年）7月、第6回通常選挙で全国区から出馬して再選され、参議院議員を通算2期務めた。この間、日本社会党交通対策特別委員長、参議院決算委員長、日本国有鉄道諮問委員会委員、公共企業体等労働委員会東京地方調停委員などを務めた。
その後、労働福祉事業団監事、同理事、富士産業相談役を務めた。1980年（昭和55年）秋の叙勲で勲二等瑞宝章受章。
1995年（平成7年）4月26日死去、85歳。死没日をもって従四位に叙される。